# 磁気圏
磁気圏（じきけん、英: magnetosphere）は、天体の層の一つ。

## 概要
惑星、衛星などの天体の周辺にあり、電離気体(プラズマ)の運動が主としてその天体の固有磁場に支配されている領域である。
磁気圏の外側境界は比較的明確に定義される。太陽風のプラズマは惑星磁場を容易に横切ることができずそれを避けるように流れるが、一方、惑星磁場も太陽風プラズマ中に張り出すことができないため、惑星磁場の到達範囲はある一定の領域に制限される。したがって、磁気圏の範囲もこの惑星磁場が到達できる範囲までということになる。磁気圏の外側境界、すなわち惑星磁場の到達範囲と太陽風プラズマの領域とを分けている境界は磁気圏界面と呼ばれ、そこには太陽風側へ惑星磁場が漏れ出すのを打ち消すような電流が流れている。磁気圏界面は、惑星の太陽側においては、太陽風の動圧と磁気圏の磁場の圧力とが釣り合う場所に形成される。一方、太陽と反対の方向に関しては、磁気圏は太陽風に吹き流されるかのように長く引き延ばされた形になっている。
磁気圏は十分な固有磁場を持つ惑星・衛星の周りには必ず明確な磁気圏界面を伴って形成される。地球以外にも、水星、木星、土星、天王星、海王星にはそのような磁気圏が存在するとされている。
大気の存在する惑星の場合、地表からの高度が下がるにしたがって、中性大気の割合が増加し、荷電粒子の運動が磁場(や電場)よりも中性大気粒子との衝突に強く影響されるようなる。このように中性大気の影響が表れ始める高度より下層の領域は電離圏と呼ばれる。
太陽系の惑星磁気圏には、木星のような自転駆動型と地球のような太陽風駆動型がある。

地球磁気圏の概念図。太陽風は左から右に向かって吹いている。

## 地球磁気圏
地球の場合の太陽側の磁気圏界面の位置は、通常、地球中心から地球半径の10倍程度 (高度約60000km) の場所である。ただし、この位置は太陽風の状態によって大きく変化しうる。
太陽と反対の方向には、地球の高緯度域から出る磁力線が尾を引くように長く引き延ばされており、地球半径の200倍以上にまで達していることが確認されている。この長く引き延ばされた部分は磁気圏尾と呼ばれる。磁気圏尾では、磁場の向きが北半球側では地球方向、南半球側では反地球方向を向いており、磁場の向きが逆転するところでは磁場が弱くなっている。この磁場が弱くなった場所は、高温のプラズマで満たされており、プラズマシートと呼ばれている。
このプラズマシートのプラズマ粒子は、磁力線に沿って電離圏へと落ちて来てオーロラを発光させる主な原因になっていると考えられている。プラズマシートから地球へ向かって磁力線をたどっていくと、地球の南北の磁極を取り囲むリング状の領域にたどり着くが、それに対応してオーロラも主にこのリング状の領域 (オーロラ・オーバル) で発光する。
磁気圏のより内側の磁場が引き延ばされていない領域 (高度60000km以下) では、荷電粒子は、地球磁場に捕捉されて地球の周りを東西方向に回っている。このうち、特にエネルギーの高い1MeV以上のエネルギーを持つ荷電粒子がヴァン・アレン帯を形成し、10 - 200keV程度のエネルギーの荷電粒子がリングカレントを形成する。リングカレントは、磁気嵐時の地磁気変動の主要因とされている。

### 磁気圏の巨大な穴
2007年の夏、地球本体の4倍の幅となる地球磁気圏の巨大な穴がNASAの観測衛星「テミス」により約1時間ほど観測された。これまで、地球と太陽の磁場が逆方向になった時に地球磁気圏の破損が起きると考えられていたが、正方向時に起きていた。